# Reussite (Luisiana)

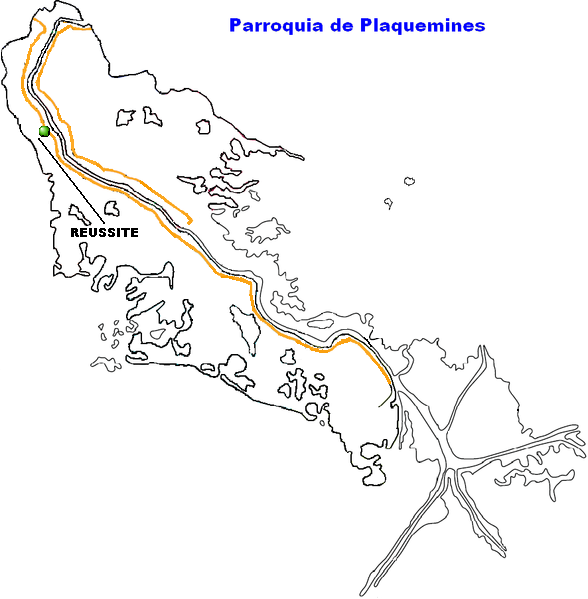
Localización de Reussite en el mapa de la Parroquia de Plaquemines.

Reussite es una pequeña localidad ubicada sobre el delta del Misisipi, dentro de la parroquia de Plaquemines, en el estado de Luisiana, Estados Unidos.
Este establecimiento no debe confundirse con La Reussite, que es una asentamiento totalmente istinta a la que se menciona en este artículo.

## Geografía
El establecimiento de Reussite se localiza en las siguientes coordenadas a saber: 29°42′03″N 89°59′10″O / 29.70083, -89.98611. Esta comunidad posee sólo dos metros de elevación sobre el nivel del mar, convirtiéndola una zona proclive a las inundaciones. Su población se compone de menos de ciento noventa habitantes. Esta localidad se encuentra ubicada a unos treinta kilómetros de Nueva Orleans la principal ciudad de todo el estado, y a 518 kilómetros del aeropuerto internacional más cercano, el (IAH) Houston George Bush Intercontinental Airport.